# Kaghtsrashen
Kaghtsrashen (en arménien Քաղցրաշեն) est une communauté rurale du marz d'Ararat en Arménie. En 2008, elle compte 3 088 habitants.

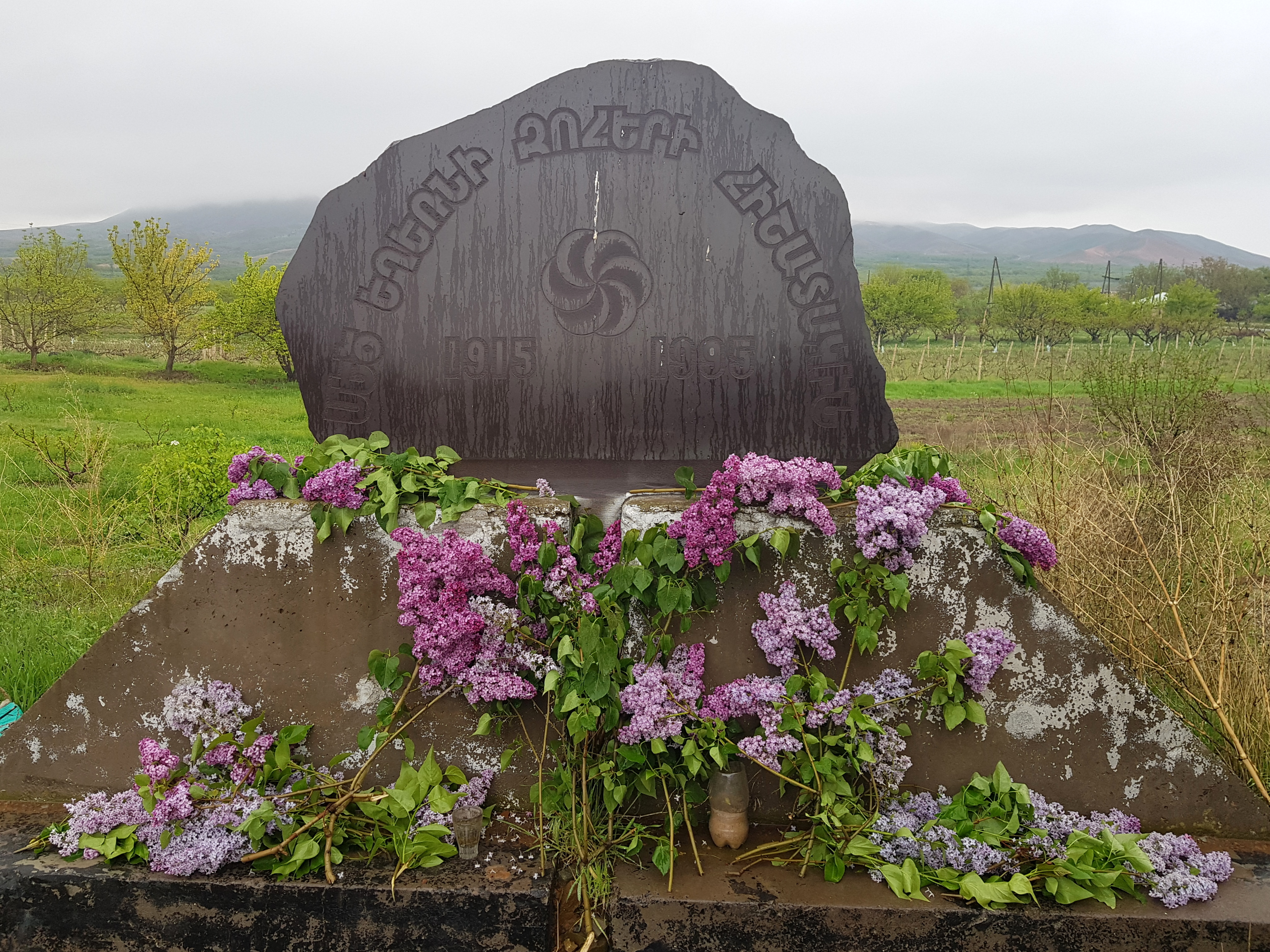
Mémorial au génocide arménien.